# 当州
当州，唐朝时设置的州。
貞觀二十一年（647年）置，治所在通轨县（今四川省黑水县北知木林乡毛儿盖-小黑水河口）。属剑南道。下辖通轨县、谷和县（684年置，今四川省黑水县晴朗乡俄多村）、利和县（657年置，今四川省黑水县知木林乡连寨村）、平康县（685年—742年，今四川省松潘县红土乡）、左封县（647年—656年，今四川省黑水县双溜索乡）辖境相当今四川省黑水县。天宝元年（742年）改为江原郡，乾元元年（758年）复改为当州。元朝时废。
当州刺史
- 董和那蓬（647年—656年）
- 董和那屈宁（656年）